# Chan Seyha
Chan Seyha (ur. 9 sierpnia 1994, Phnom Penh) – kambodżańska lekkoatletka, sprinterka, olimpijka z Londynu.
Bez sukcesów startowała na mistrzostwach świata w Daegu (2011). Zawodniczka reprezentowała swój kraj na igrzyskach w Londynie (2012), w biegu na 200 metrów kobiet uzyskała podczas eliminacji czas 26,62.

## Rekordy życiowe
| Dystans            | Wynik (s) | Miejsce | Data            |
| ------------------ | --------- | ------- | --------------- |
| bieg na 200 metrów | 26,34     | Daegu   | 1 września 2011 |